# Прохорова-Маурелли, Ксения Алексеевна
Ксения Алексеевна Прохорова-Маурелли (урожденная Прохорова, по мужу Маурелли; 1836, Херсон, Херсонская губерния, Российская империя — 12 (25) марта 1902, Киев, Киевская губерния, Российская империя) — артистка оперы, камерная оперная певица и музыкальный педагог.

## Биография
Родилась в семье вице-губернатора. Образование получила в Одесском институте. С 1862 обучалась пению в Петербурге на вокальных курсах Г. Ниссен-Саломан. В 1863—66 солистка петербургского Мариинского театра. Выступала также в московском Большом театре. Позднее совершенствовалась в вокальном искусстве в Милане у Ф. Ламперти и пела в различных итальянских театрах. С 1862 выступала и как камерная певица (исполняла романсы Ф. Шуберта, Р. Шумана, Э. Грига).

## Основные роли в театре
- Донна Анна («Дон Жуан»)
- Лукреция Борджиа (одноименная опера)
- Агата

## Преподавательская деятельность
В 1873—91 преподавала пение в Харьковском музыкальном училище (приглашена И. Слатиным по совету Н. Рубинштейна), с 1891 — в Киевской музыкальной школе С. Блуменфельда. Уделяла большое внимание сценическому воспитанию. На ученических вечерах ставились в концертном исполнении «Орфей» К. В. Глюка, «Моисей» Дж. Россини, «Норма» В. Беллини, отд. акты «Евгения Онегина», «Травиаты», «Риголетто». Ученики: Е. Азерская, В. Грицай, С. Давыдова, В. Зарудная, Е. Коляновская-Богорио, В. Эйген.